# 唐餘紀傳
《唐餘紀傳》，明代关于南唐历史的书籍，共二十四卷。
《唐餘紀傳》为陈霆所撰。包括《图纪》三卷，《列传》十卷，《家人传》一卷，《忠节传》一卷，《义行传》一卷，《隐逸传》一卷，《藩附传》一卷，《列女传》一卷，《方技传》一卷，《伶人传》一卷，《别传》一卷，《志略》一卷，《附录》一卷。以南唐承唐朝正统，纪晓岚认为他是与姚士粦《后梁春秋》效仿《通鉴纲目》尊崇蜀汉之意。体例多学《新五代史》，立《伶人传》，以徐铉、殷崇义、张洎、张佖、周惟簡、查元方充六臣之数。杂采稗官，漫无刊削。《四库全书》编撰时，收录浙江巡抚采进本二十四卷，列入存目。